# Domaine Wabenaki-Andrew
Le domaine Wabenaki-Andrew est un domaine situé dans le parc national de la Mauricie, à Shawinigan, au Québec (Canada). 
Il se trouve au sud-est du parc et comprend le chalet Wabenaki ainsi que la maison Andrew. 
Les bâtiments ont été construits à la fin du XIXe siècle par des clubs de chasse et pêche, dont William H. Parker était l’instigateur. Ils servaient à ranger l'équipement et s’héberger, à proximité de l’endroit où les membres allaient chasser et pêcher. 
Le domaine est aujourd'hui un gîte accessible au public.

## Histoire
Le domaine Wabenaki-Andrew témoigne de la présence de clubs de chasse et de pêche privés dont les membres ont construit ces chalets pour ranger leur matériel et s’y loger. À la fin du XIXe siècle, les provinces canadiennes se voient attribuer la juridiction sur les droits de pêche en eaux intérieures et, par le fait même, la responsabilité de protéger ces eaux et les forêts qui l’entoure. Au Québec, le gouvernement n’a plus d’argent pour accomplir ces tâches. Il confie donc des parties du territoire à des clubs de chasse et de pêche privés sous la forme de loyers renouvelables. Tout en gardant la propriété, le gouvernement contrôle, réglemente et récolte un revenu de leur exploitation.

### William H. Parker
William H. Parker a créé plusieurs clubs privés en Mauricie. En 1870, cet homme, qui possédait la scierie Beaver Lumber Company, a quitté Glens Falls aux États-Unis pour s’installer près de Saint-Élie-de-Caxton, en Mauricie. Par la suite, William H. Parker fondera le tout premier club de chasse et pêche privé de la région, le Winchester Club. Son travail a été beaucoup apprécié.
William H. Parker reçoit l’aide de Louis-Alphonse Boyer qui possède aussi une scierie, Hudon et Cie, à Sainte-Ursule, toujours en Mauricie. Parker et Boyer ont tous deux une passion pour la chasse et la pêche. C’est pendant un souper en 1880 qu’ils décident de créer le Winchester Club. Par la suite, d’autres clubs verront le jour, comme le Laurentian Club qui est l’actuel domaine Wabenaki-Andrew.

## Chalet Wabenaki

### Localisation

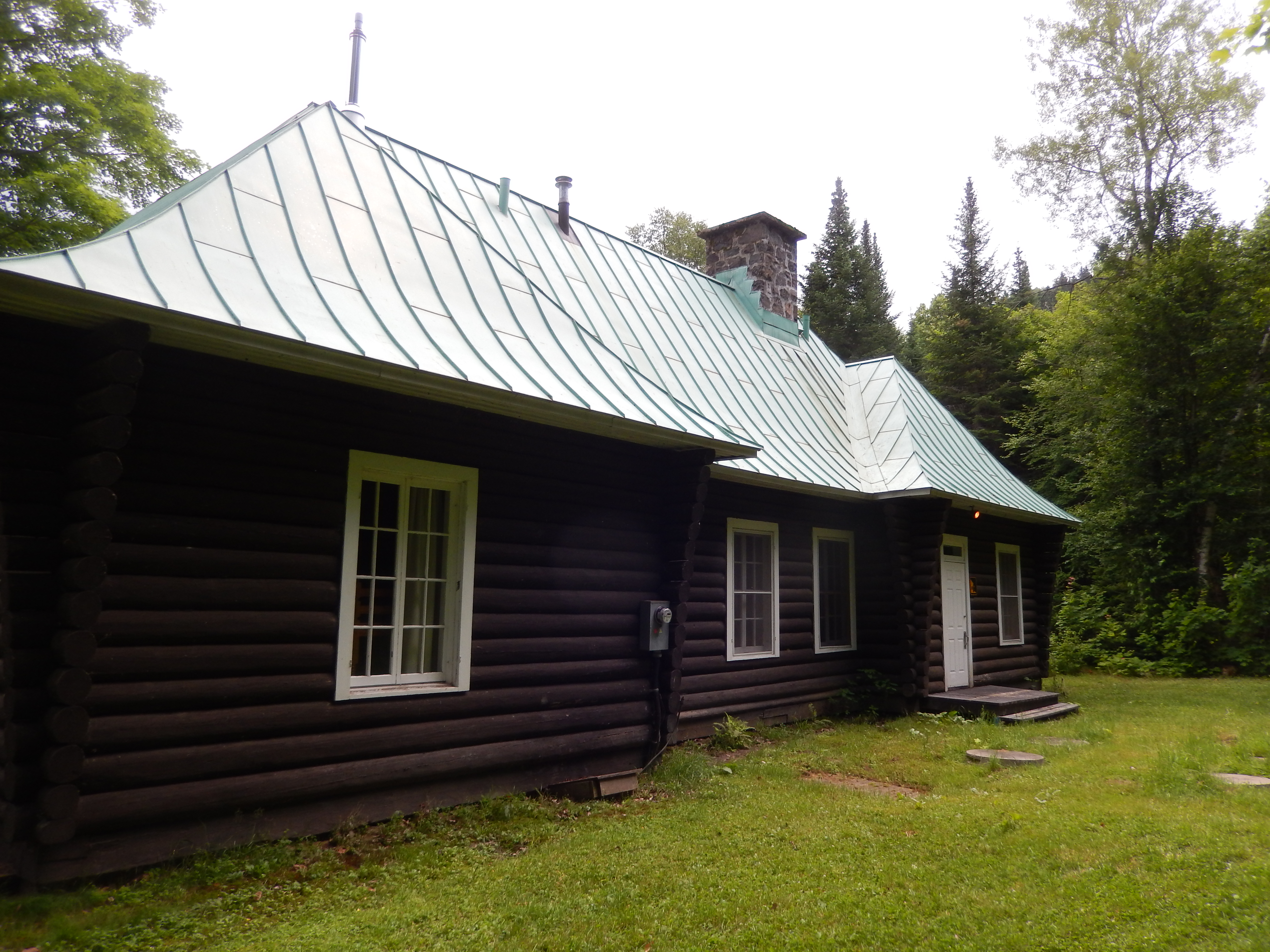
Maison Andrew.

Le domaine Wabenaki-Andrew est situé du côté sud-est du parc national de la Mauricie et au nord-ouest de Shawinigan. Ce domaine est divisé en deux chalets : le chalet Wabenaki et la maison Andrew. Le gîte est entouré du Lac à la pêche, du Lac Isaïe, du lac Wapizagonke, du Lac Marie ainsi que des chutes Parker et Weber.

### Accès
De Montréal, il faut prendre l'autoroute 40 est et prendre l'embranchement 155 nord à Trois-Rivières. Le tout prend environ 2 heures.
Pour arriver au domaine, à partir de Shawinigan, il faut prendre la sortie 217 de l'autoroute 155 vers le village de Saint-Mathieu-du-Parc (route 351). Il faut tourner à gauche et suivre les indications vers le parc national de la Mauricie, secteur Saint-Gérard.
Il est possible d'accéder au gîte en raquettes, en ski de fond ou à la marche selon la saison. La distance est de 3,5 km sur le sentier numéro 3. Pour se rendre au domaine, pagayer sur le Lac à la pêche et arriver au quai du domaine est une autre possibilité.